# SLUB Dresden (Gebäude)

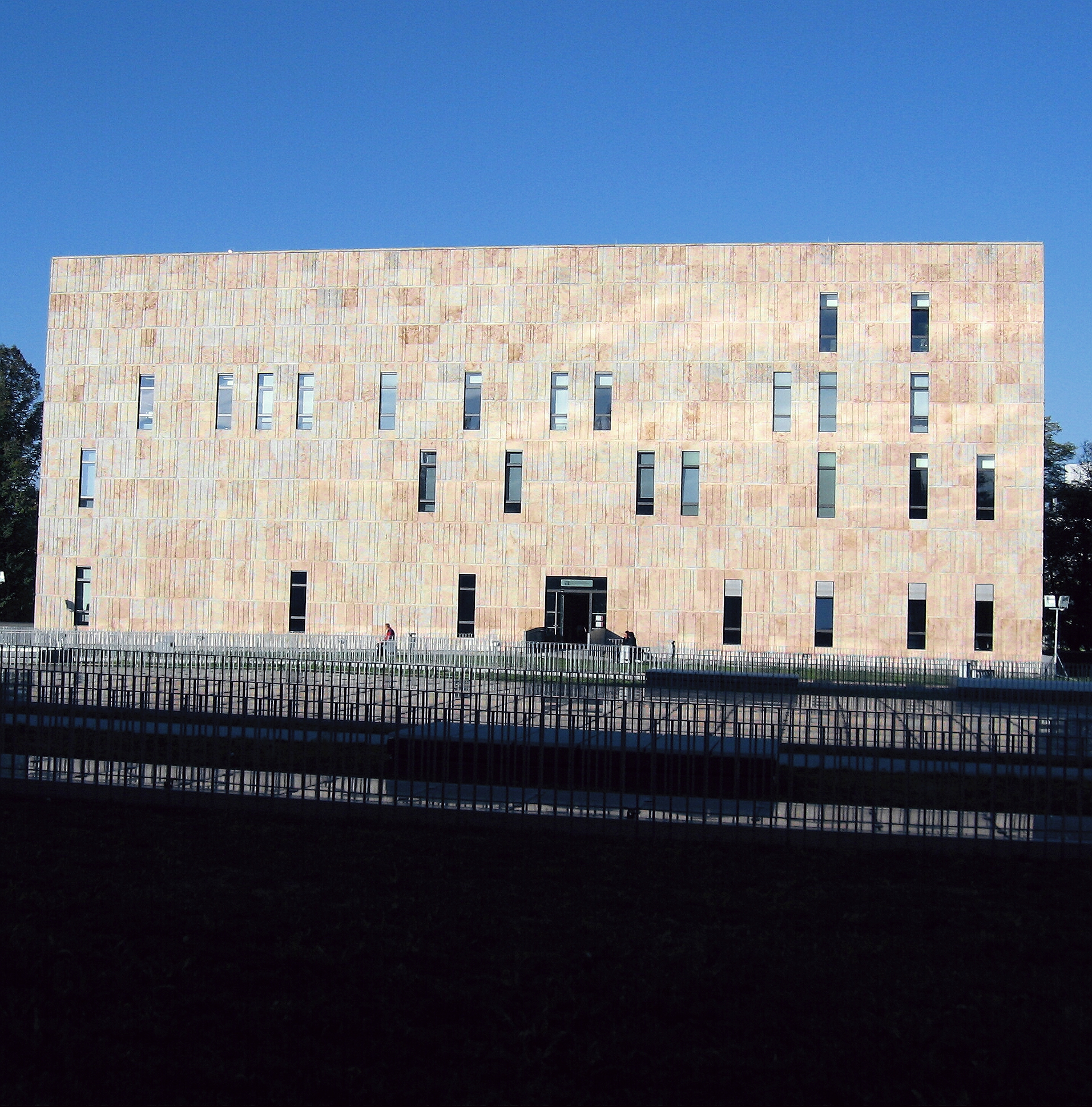
SLUB Dresden mit Glasdach des zentralen Lesesaals

Das Gebäude der SLUB Dresden ist der Bau der Sächsischen Landesbibliothek – Staats- und Universitätsbibliothek Dresden, der nach Plänen der Architekten Ortner & Ortner (heute O&O Baukunst) von 1999 bis 2003 am Zelleschen Weg 18 in Dresden entstand.

## Vorgeschichte
Mit der Wiedergründung des Freistaates Sachsen verfolgte der damalige Sächsischer Staatsminister für Wissenschaft und Kunst, Hans Joachim Meyer, das Konzept einer Zusammenlegung der damaligen Sächsischen Landesbibliothek (wie sie auch zu DDR-Zeiten hieß) mit der Bibliothek der Technischen Universität Dresden, die dezentral an den einzelnen Sektionen (wie die Fakultäten zu DDR-Zeiten hießen) untergebracht war, zu einer Sächsischen Landes- und Universitätsbibliothek (SLUB). Für diese Idee standen die verschiedensten Landes- und Universitätsbibliotheken in anderen Bundesländern vor 1990, wie die Niedersächsische Staats- und Universitätsbibliothek Göttingen Pate. Diese neu zu schaffende Bibliothek bedurfte eines eigenen Gebäudes, war doch die Sächsische Landesbibliothek ihrerseits ebenfalls an verschiedenen Standorten untergebracht (die eigentliche Bibliothek in einer ehemaligen Infanteriekaserne in der Albertstadt, die Phonothek im ehemaligen evangelischen Teil der Garnisonkirche St. Martin, die Fotothek im Ständehaus).
Eine längere Diskussionsphase erstreckte sich um den Standort, gab es doch ausgesprochen viele Befürworter, sie im inzwischen sich leerenden Erlweinspeicher unterzubringen und die ergänzenden Bauwerke um diesen zu gruppieren: Die Idee des Neubaus eines Kongresszentrums in der Nachbarschaft gab es damals (noch) nicht.
Meyer hielt jedoch an einer Neubauidee fest, in einem ersten Schritt wurde ein nördlich des Zelleschen Weges, einer vierstreifigen Straße zur Umfahrung der Innenstadt in ost-westlicher Richtung, gelegenes und erst nach 1990 gebautes Bürogebäude für eine (erste) Konzentration von Fakultätsbibliotheken genutzt (Dre.Punct). Erst Mitte der 1990er Jahre kristallisierte sich die Idee heraus, dafür ein Sportgelände der TU Dresden südlich des Zelleschen Weges, genau gegenüber diesen Gebäudes, aufzugeben und dieses für einen Komplettneubau zu nutzen.

## Lage
Die SLUB befindet sich im Stadtteil Räcknitz am östlichen Ende des Campus der TU Dresden. Vor dem nördlichen Haupteingang befindet sich der Zellesche Weg. In der Umgebung befinden sich weitere Gebäude der Universität, vor allem aus den 1950er-Jahren, aber auch Neubauten aus den letzten Jahren wie zum Beispiel das Biologische Institut. Nördlich befindet sich überwiegend Bebauung mit Einfamilienhäusern und Villen des Stadtteils Südvorstadt. Südlich schließt der historische Kern von Räcknitz an, der überwiegend dörflich erhalten ist. Obwohl die Bibliothek nur etwas mehr als anderthalb Kilometern Luftlinie vom Hauptbahnhof entfernt ist, liegt sie sichtbar am Rand Dresdens.

## Architektur
Nach einem Architektenwettbewerb 1997 erhielt das Büro Ortner & Ortner (heute O & O Baukunst) den Planungsauftrag.

### Äußeres

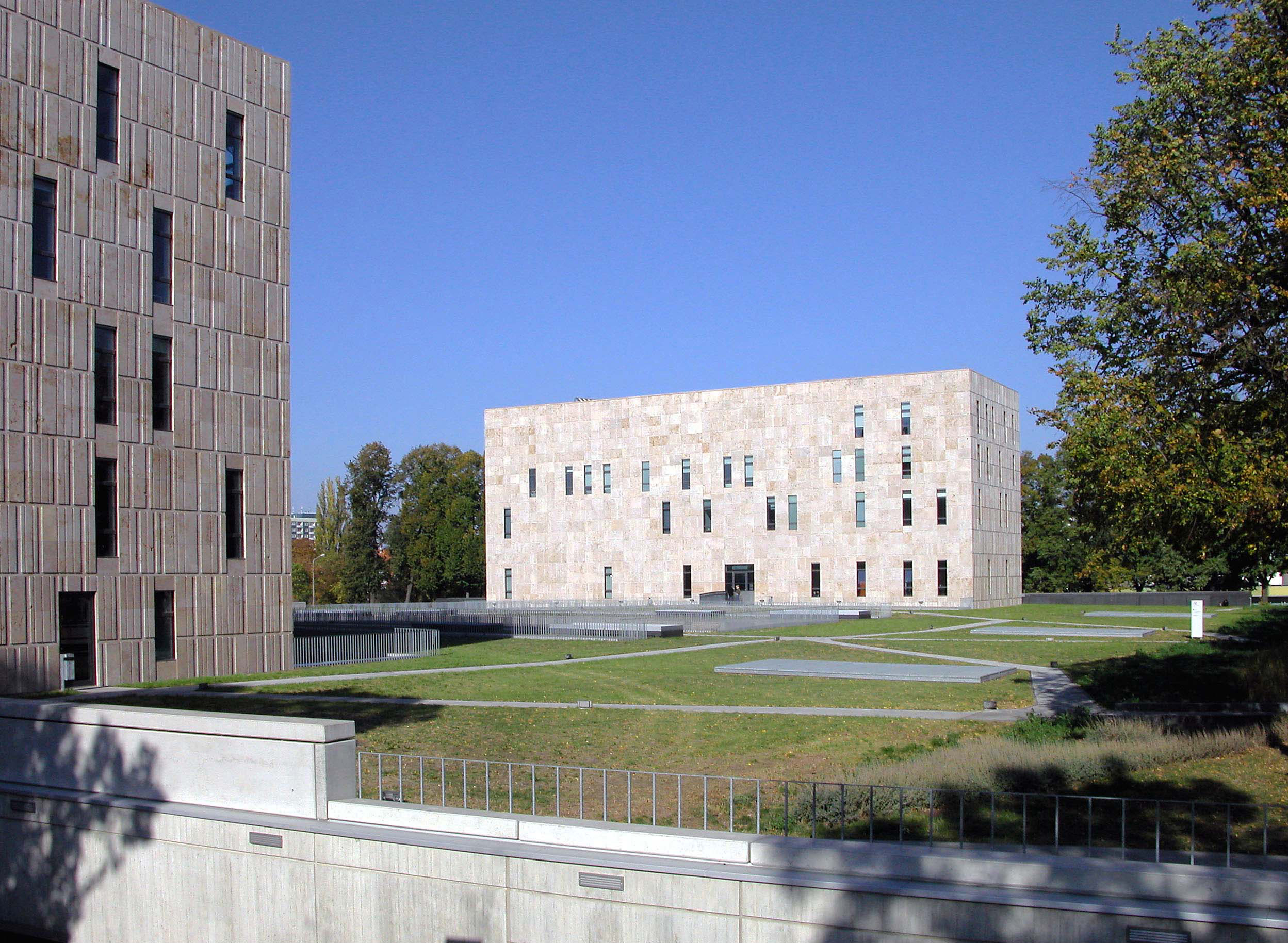
SLUB TU Dresden, 2003. Sicht von Südosten

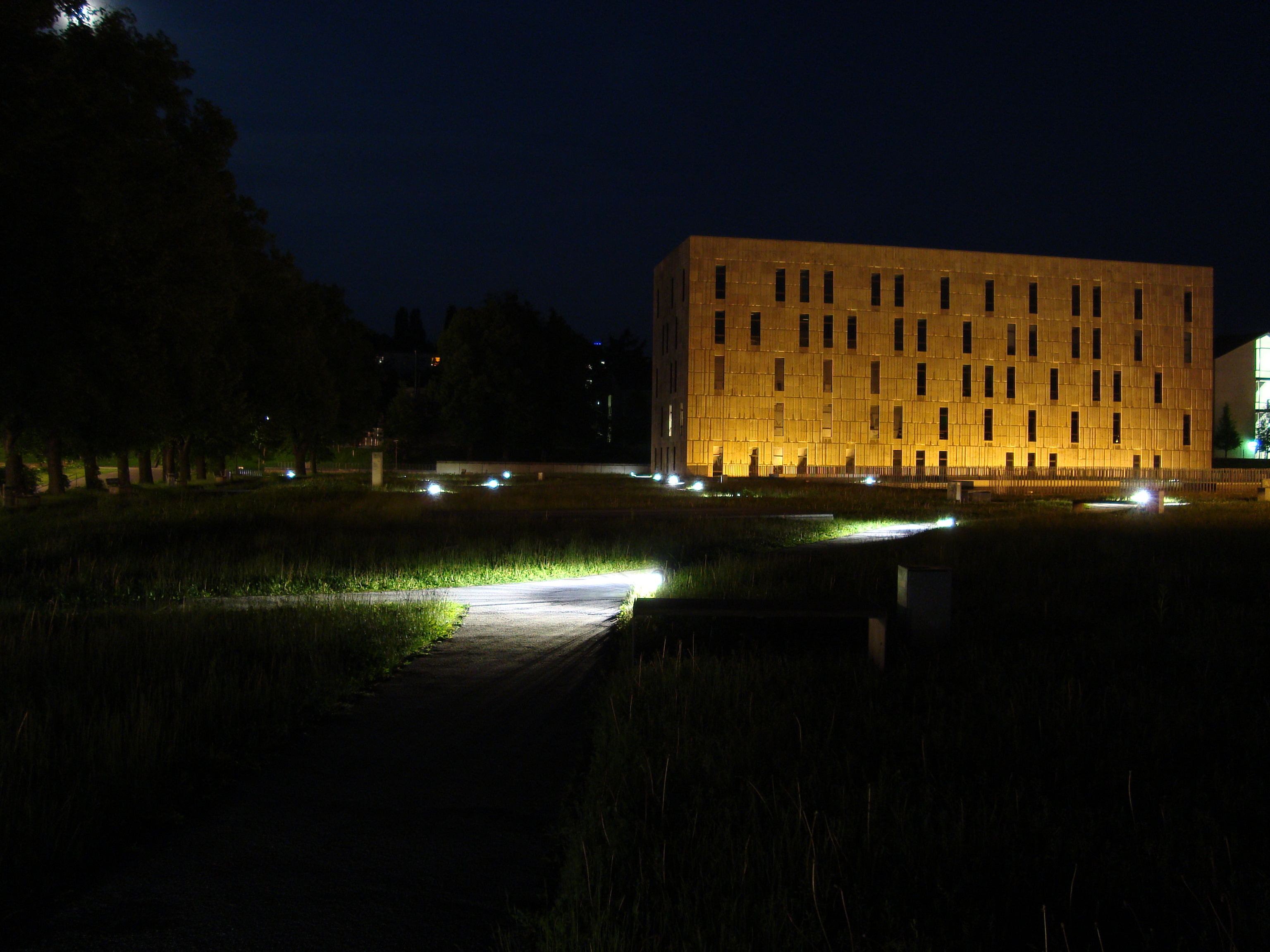
Der südliche Riegel bei Nacht

Das Gebäude besitzt neben den zwei aufragenden Gebäudeteilen in Form von zwei Quadern und dem Eingangsbereich und hat keine Fassade im engeren Sinn. Es ist von der Straße aus zusätzlich von einem Wall umgeben, auf dem sich noch die alte Bepflanzung des Sportplatzes durch Linden befindet. Das Dach des ersten Geschosses ist begehbar und bepflanzt. Außerdem befinden sich dort große Fensterflächen zur Tageslichtbeleuchtung der Bibliothek. Ein weiterer Eingang liegt im 2. Stockwerk im nördlichen Gebäudeteil.
Die beiden aufragenden Blöcke besitzen sehr wenige Fenster und sind mit gelbem Thüringer Travertin verkleidet. Im südlichen Block befinden sich u. a. die Büros der Verwaltung und die Deutsche Fotothek; während sich im anderen Teil v. a. öffentliche Bereiche wie das Buchmuseum, eine Cafeteria und Veranstaltungssäle befinden.
Da die meisten Teile der Bibliothek unterirdisch liegen, ist die Größe der Bibliothek von außen kaum erkennbar. Insgesamt zwei komplette Stockwerke befinden sich unter der ebenerdigen ersten Etage.

### Innenraum

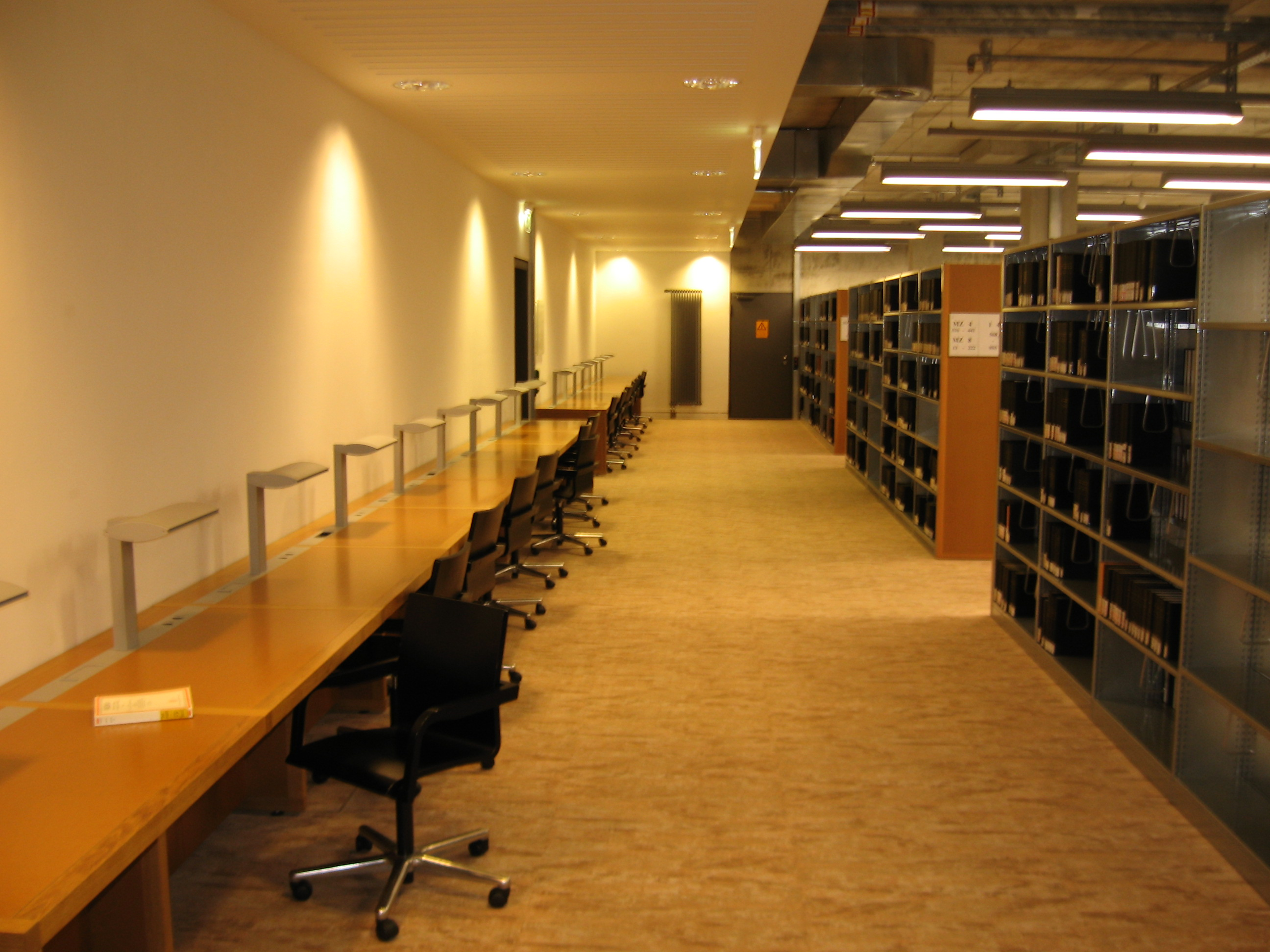
In der Bibliothek stehen etwa 1000 Arbeitsplätze zur Verfügung

Das Innere der Bibliothek ist zentral auf den Lesesaal gerichtet, der mittig unter einem Glasdach liegt. Dieser Saal erstreckt sich über drei Stockwerke in die Tiefe. Neben diesem liegen östlich und westlich zwei weitere Säle, die über zwei Stockwerke reichen. Die glatten Oberflächen, die das Bauwerk nach außen zeigt, kommen im Inneren weniger vor. Einzig der nördliche Gebäudeblock ragt vom untersten Kellergeschoss bis in den dritten Stock hinauf und kennzeichnet so einen Übergang von der Innenarchitektur zur Fassade. Viel mehr wird über Galerien, Säulen und verwinkelte Lesebereiche der optische Eindruck gebrochen. Die Wände sind teilweise vertäfelt, teilweise aus Sichtbeton belassen. Die Fußböden sind mit hellem Teppich belegt oder bestehen aus dunklerem Parkett, welches aus französischer Eiche besteht.

### Zentrales Motiv

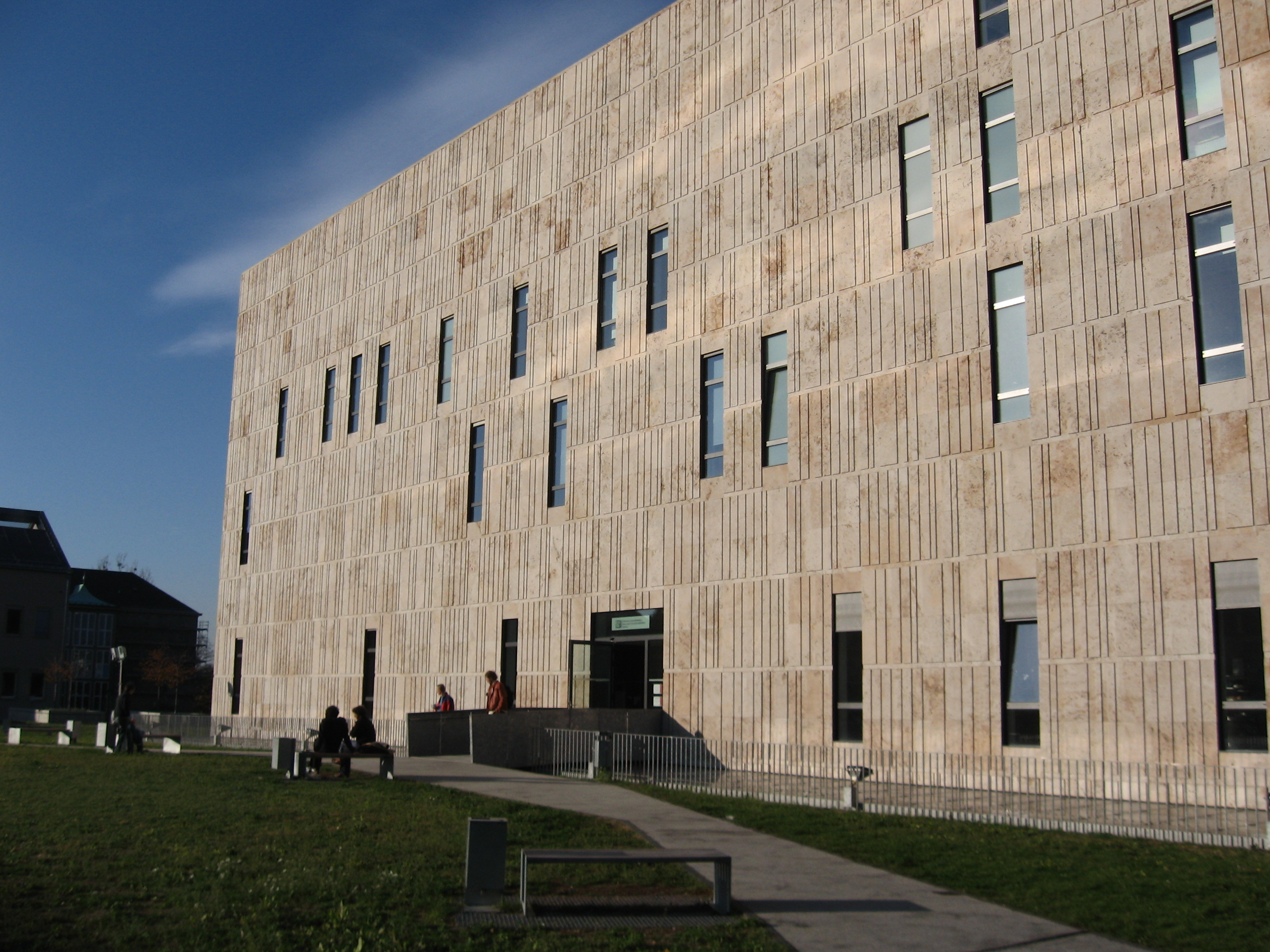
Die Strichcodes im Relief und der Fensteranordnung des nördlichen Riegels

Die vertikalen Strukturen am Bauwerk sollen Strichcodes, die als eindeutige Identifikationsmerkmale der Bestandseinheiten in einer Bibliothek dienen, und Buchrücken symbolisieren. Erkennbar ist dieses Motiv an ausgeprägt senkrechten Gliederungen mit scheinbar willkürlicher Füllung und Unterbrechung. Im Äußeren ist dies insbesondere durch die Anordnung der Fenster und den Reliefs der Fassadenverkleidung erkennbar, im Inneren an hölzernen Wandvertäfelungen mit unterschiedlich breiten Rillen.

### Rezeption
„Die SLUB gehört ohne Zweifel zu den beeindruckendsten Dresdner Neubauten der letzten Jahre. Die strenge Ordnung und die meditative Ruhe der Baukörper vermitteln jene Ausgeglichenheit, die einer Lern- und Forschungseinrichtung eigen sein sollte. Die zwei gegenüberliegenden Kuben sind jedoch nur die ‚Spitze des Eisbergs‘. Unter der Rasenfläche erstreckt sich ein dreigeschossiger Sockel. Im Zentrum, genau dazwischen den oberirdischen Häusern, liegt der Lesesaal. Außen die innere Gestaltung des Lesesaals vermittelt klassische Strenge und Harmonie. Einen Kontrapunkt setzten die verschiedenen Bücherrücken in den umlaufenden Regalen. Sie tauchen als Gestaltungsmittel im Parkett des Bodens wieder auf.“

## Weitere Geschichte
Der Bau wurde 2002 in die Ausstellung Neue Deutsche Architektur, „[e]ine Auswahl, die so etwas wie die architektonische Signatur des Zeitgenössischen in Deutschland darstellt“, aufgenommen.
Am 6. Juli 2010 wurde mit 6685 Besuchern ein neuer Tagesrekord aufgestellt.